# Alepocephalus bairdii
Alepocephalus bairdii är en fiskart som beskrevs av Goode och Bean, 1879. Alepocephalus bairdii ingår i släktet Alepocephalus och familjen Alepocephalidae. Inga underarter finns listade i Catalogue of Life.

## Bildgalleri

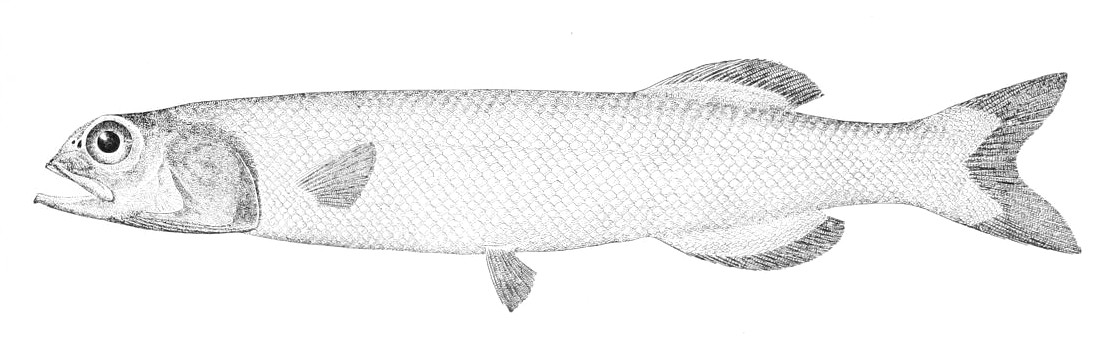